# Вудбері (Пенсільванія)
Вудбері (англ. Woodbury) — місто (англ. borough) в США, в окрузі Бедфорд штату Пенсільванія. Населення — 286 осіб (2020).

## Географія
Вудбері розташоване за координатами 40°13′31″ пн. ш. 78°21′57″ зх. д. / 40.22528° пн. ш. 78.36583° зх. д. (40.225293, -78.365960).  За даними Бюро перепису населення США в 2010 році місто мало площу 0,35 км², з яких 0,33 км² — суходіл та 0,02 км² — водойми.

## Демографія
Згідно з переписом 2010 року, у селищі мешкали 284 особи в 114 домогосподарствах у складі 82 родин. Густота населення становила 819 осіб/км².  Було 123 помешкання (355/км²).
Расовий склад населення:
| - 98,6 % — білих - 0,7 % — корінних американців |

До двох чи більше рас належало 0,7 %. Частка іспаномовних становила 2,5 % від усіх жителів.
За віковим діапазоном населення розподілялося таким чином: 22,2 % — особи молодші 18 років, 60,2 % — особи у віці 18—64 років, 17,6 % — особи у віці 65 років та старші. Медіана віку мешканця становила 40,3 року. На 100 осіб жіночої статі у селищі припадало 91,9 чоловіків;  на 100 жінок у віці від 18 років та старших — 92,2 чоловіків також старших 18 років.
Середній дохід на одне домашнє господарство  становив 60 584 долари США (медіана — 51 250), а середній дохід на одну сім'ю — 68 939 доларів (медіана — 56 250). Медіана доходів становила 45 750 доларів для чоловіків та 27 083 долари для жінок. За межею бідності перебувало 6,9 % осіб, у тому числі 12,1 % дітей у віці до 18 років та 7,7 % осіб у віці 65 років та старших.
Цивільне працевлаштоване населення становило 108 осіб. Основні галузі зайнятості: освіта, охорона здоров'я та соціальна допомога — 22,2 %, виробництво — 19,4 %, транспорт — 13,0 %, роздрібна торгівля — 9,3 %.